# Vasco Cavani
Vasco Cavani (Spilamberto, 12 agosto 1909 – Modena, 26 agosto 1970) è stato un calciatore italiano, di ruolo centrocampista.

## Carriera
Giocò in Serie A ed in Serie B con il Modena.